# سازمان رادیو و تلویزیون اسرائیل
سازمان رادیو و تلویزیون اسرائیل (به عبری: רשות השידור) سرویس‌های دولتی رادیو و تلویزیون عمومی را اداره می‌کرد. بخش اعظم بودجه سازمان رادیو و تلویزیون اسرائیل از طریق حق اشتراک دستگاه‌های گیرنده تلویزیونی مردم اسرائیل تأمین می‌شد.
سرویس رادیویی سازمان کل رادیو تلویزیون اسرائیل در سال ۱۹۶۷ میلادی، تأسیس شد و مرکز آن در شهر اورشلیم قرار داشت.
در تاریخ ۲۹ ژوئیه سال ۲۰۱۳ قانون انحلال سازمان ملی رادیو و تلویزیون اسراییل در مجلس این کشور (کنست) تصویب شد و در تاریخ ۱۰ ام ماه مه ۲۰۱۷ این قانون عملی شد و سازمان رادیو و تلویزیون اسراییل که شامل رادیو صدای اسراییل به زبان فارسی نیز می‌شد به کلی منحل شد.

## استقلال خبری و بی‌طرفی
اگرچه مدیر عامل این بنیاد از جانب هیئت دولت و به صورت پنج ساله برگزیده می‌شود، ولی ۳۱ عضو دیگر هیئت مدیره سازمان رادیو و تلویزیون اسرائیل، به مدت سه سال، توسط رئیس‌جمهور و از میان نمایندگان همه احزاب سیاسی، نویسندگان، شاعران، هنرمندان و روزنامه‌نگاران برجسته اسرائیلی برگزیده می‌شوند تا ماهیت و کیفیت برنامه‌های آن نظارت کنند و حفظ بی‌طرفی آن را تضمین نمایند.

## ایستگاه‌های رادیویی و شبکه‌های تلویزیونی
ایستگاه‌های رادیویی

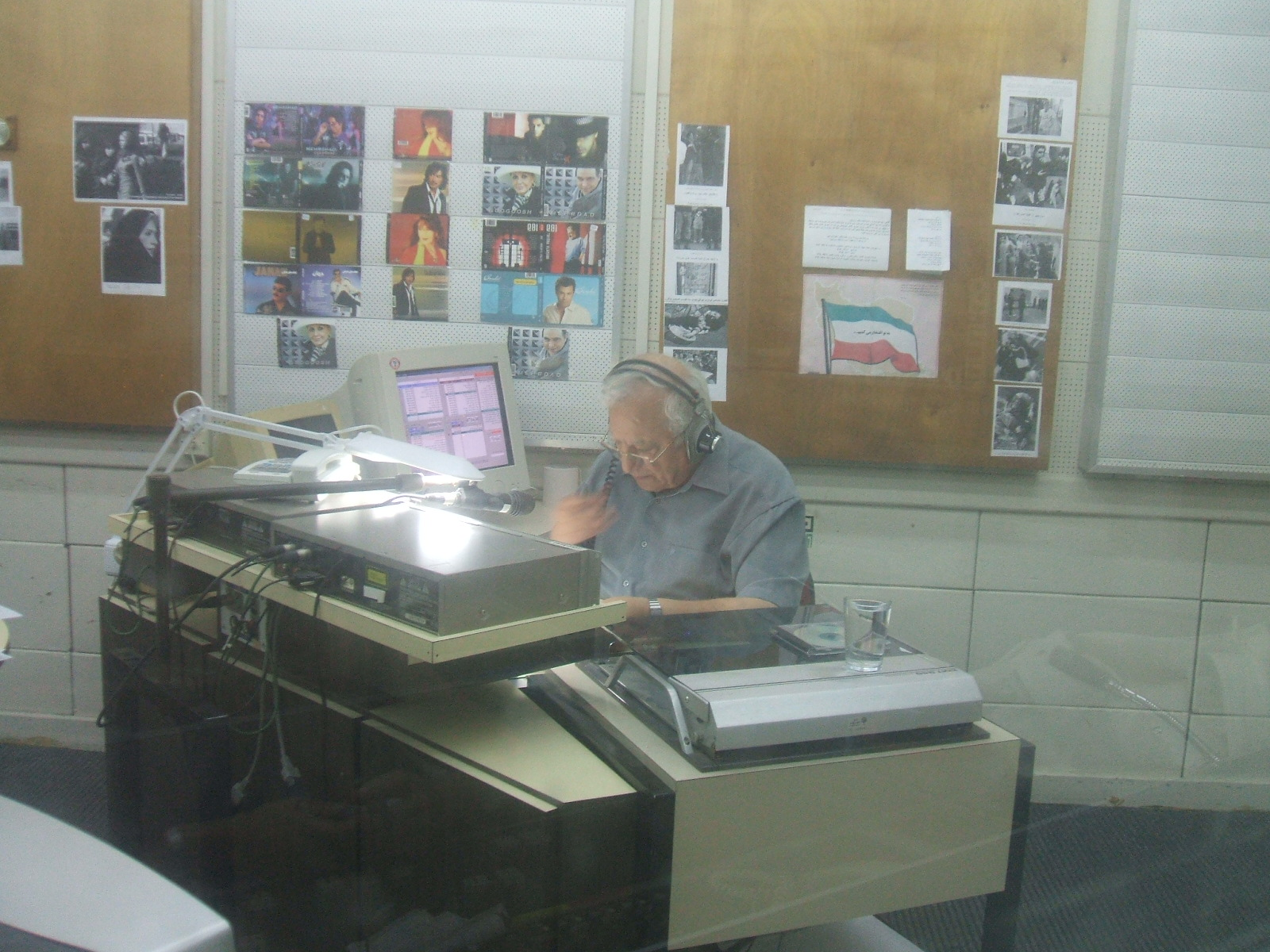
یکی از مجری‌های بخش فارسی رادیو اسرائیل در حال اجرای برنامه زنده از استودیوی صدای اسرائیل در شهر اورشلیم.

سازمان کل رادیو تلویزیون اسرائیل، شامل چند ایستگاه رادیویی به زبان عبری، یک ایستگاه‌ها رادیویی به زبان عربی و یک ایستگاه‌ها بین‌المللی رادیویی برای یازده زبان دیگر است. بخش فارسی رادیو اسرائیل نیز، یکی از یازده زبانی است که از ایستگاه بین‌المللی رادیو اسرائیل، پخش می‌شود.
شبکه‌های تلویزیونی

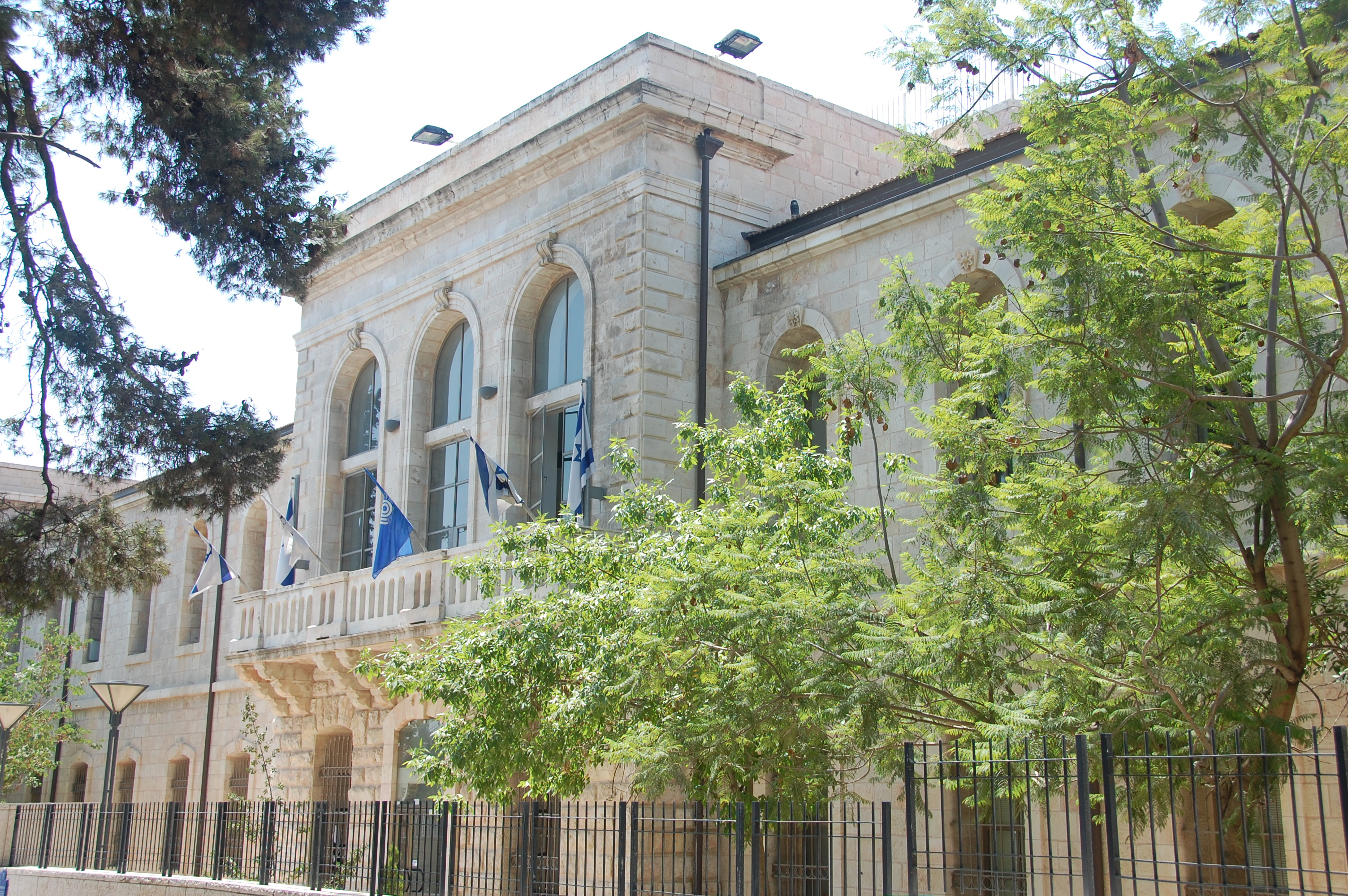
ساختمان مرکزی سازمان رادیو و تلویزیون اسرائیل، خیابان یافا، اورشلیم

- شبکه ۱، اصلی‌ترین شبکه تلویزیونی سازمان رادیو و تلویزیون اسرائیل، هم‌چنین تا اوایل دهه ۱۹۹۰ مشهور به «تلویزیون اسرائیل».
- شبکه ۳۳، شبکه تلویزیونی عربی‌زبان سازمان رادیو و تلویزیون اسرائیل.
- شبکه آموزش، شبکه‌ای عمومی برای بالابردن سطح معلومات عمومی و علمی مخاطبان به زبان عبری.
- شبکه کنست، که تمامی جلسات عمومی کنست (پارلمان اسرائیل) را به صورت زنده و به دو زبان عبری و عربی پخش می‌کند.